# Giulio Migliaccio
Giulio Migliaccio (Mugnano di Napoli, 23 giugno 1981) è un dirigente sportivo ed ex calciatore italiano, di ruolo centrocampista.

## Biografia
Giulio Migliaccio è sposato con Maria Soro e ha due figlie, Giulia e Ilenia, nate rispettivamente nel 2006 e nel 2008.
Anche il fratello Vincenzo, di un anno più grande, è stato un calciatore, di ruolo difensore.

## Caratteristiche tecniche
Nato attaccante, è un centrocampista con ruolo di "incontrista", con preferenza di giocare sul centro-destra, che ha svolto per gran parte della carriera il ruolo di interditore piuttosto che quello di finalizzatore. Abile nei contrasti, nella corsa e soprattutto nel colpo di testa, è capace di eseguire anche la fase di copertura ed è dotato di ottima resistenza. Ha un'elevazione di 56 centimetri.
Nella stagione 2008-2009 l'allenatore Davide Ballardini lo ha fatto giocare più in avanti per sfruttare i suoi buoni tempi ed inserimenti in zona gol, utilizzandolo alla fine della stagione come difensore centrale per sopperire alle defezioni della squadra, come già successo ad inizio carriera con il Giugliano, ben figurando. Allo stesso modo nella stagione successiva il tecnico Walter Zenga lo ha schierato nel centro-sinistra di una difesa a tre. Anche nella stagione 2010-2011, dopo l'arrivo di Serse Cosmi sulla panchina rosanero, gli viene affidato il ruolo di difensore.
A Palermo lo hanno affettuosamente soprannominato Vin Diesel data la sua somiglianza con l'attore statunitense

## Carriera

### Club

#### Inizi
Cresce calcisticamente nel Savoia di Torre Annunziata, dove muove i primi passi da professionista totalizzando 8 presenze in Serie C1 nella stagione 1998-1999 e una sola presenza nella serie cadetta l'anno successivo. Nel corso della stagione infatti viene ceduto alla Puteolana, impegnata nel girone G del Campionato Nazionale Dilettanti (l'attuale Serie D), dove vince il campionato. Nella stagione per lui giocata in maniera ottima, in 29 presenze segna 6 reti.
Nel 2000-2001 rientra alla base, ma nel Savoia tornato in Serie C1 riesce a aggiungere una sola presenza, in quanto gli si presenta la grande occasione di trasferirsi al Bari, società di Serie A. Quest'esperienza si rivelò infruttuosa, e nel 2001 salutò Bari senza aver avuto nemmeno la possibilità di scendere in campo.
Approda così al Giugliano, società di Serie C2, rientrando nella natìa Campania. Qui in due stagioni giocherà 62 partite e segnerà anche un gol.

#### Ternana
Lo nota quindi la Ternana, che lo acquista nel 2003 offrendogli la possibilità di tornare in Serie B giocando con più continuità.
In maglia rossoverde emergono le sue doti di combattente infaticabile e generoso, tanto che in poco più di una stagione conquista la fascia da capitano.

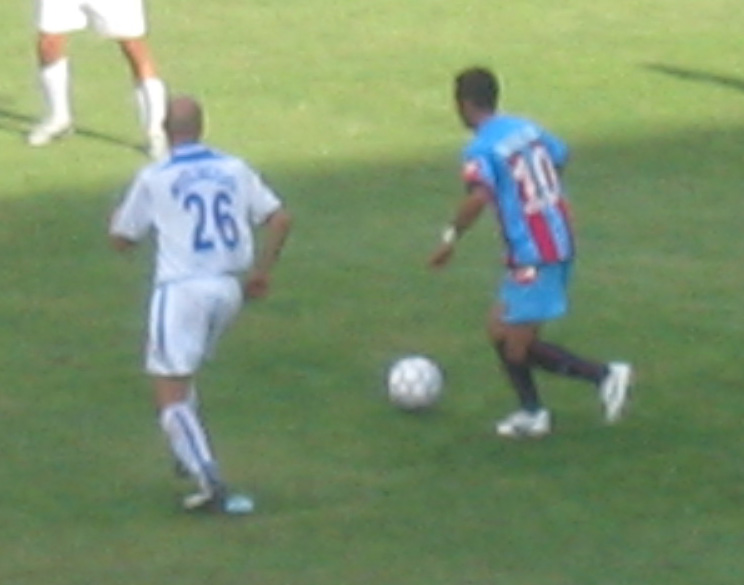
Migliaccio con la maglia dell'Atalanta (a sinistra).

#### Atalanta
Nel mercato di riparazione di gennaio 2005 passa in compartecipazione all'Atalanta, per la quale lascia Terni dopo sole 36 partite.
L'esordio nella massima serie avviene il 6 gennaio 2005, titolare in una squadra che in Atalanta-Fiorentina conosce dopo 17 partite la sua prima vittoria stagionale (1-0, rete di Igor Budan). Alla fine, dopo 14 partite, deve conoscere la sua prima retrocessione in Serie B della carriera.
Riscattato alle buste dalla Ternana il 28 giugno 2005, il 5 luglio viene riacquistato dagli orobici creando una plusvalenza di circa un milione di euro per gli umbri.
La stagione 2005-2006 tuttavia è probabilmente la migliore per il mediano napoletano che diventa titolare inamovibile nello scacchiere di Stefano Colantuono, giocando 31 partite e segnando i suoi primi due gol in Serie B, a Cremona (rete decisiva) e a Trieste, e ritagliandosi un ruolo da protagonista nella cavalcata che porta la squadra di Bergamo a vincere il campionato tornando immediatamente in Serie A.
Nella stagione 2006-2007 disputa un campionato di altissimo livello nella massima serie (33 presenze e 2 reti, a Firenze e Siena) contribuendo in modo decisivo al buon piazzamento finale della formazione orobica.

#### Palermo
Durante gli anni di militanza nel Palermo è divenuto un uomo-simbolo della squadra, vestendo talvolta anche la fascia di capitano, dimostrandosi affidabile e nello stesso tempo versatile nella posizione di gioco.

##### 2007-2010
Per la stagione 2007-2008 passa al Palermo richiesto espressamente dall'allenatore Stefano Colantuono che lo ha avuto a disposizione fino all'annata precedente con l'Atalanta. La società rosanero, per il suo acquisto, sborsa per 5 milioni di euro; nella trattativa, ufficializzata l'8 giugno 2007, è stato inserita anche la seconda metà del cartellino di Adriano. La prima stagione in Sicilia, nella quale esordisce in una competizione internazionale per club come la Coppa UEFA, è ottima, tant'è che sarà titolare inamovibile sia con Colantuono (che lo conosce bene) che con Francesco Guidolin, ma non riuscirà a segnare nemmeno un gol. Alla fine della stagione 2007-2008, viste le partenze di Barzagli e Zaccardo, viene considerato da molti un pretendente alla fascia di capitano per la nuova stagione, fascia che invece verrà assegnata al neo acquisto Fabio Liverani.
Con l'arrivo di Ballardini sulla panchina rosanero (già alla seconda giornata), da titolare diventa una riserva negli schemi tattici dell'allenatore ravennate. Il 7 ottobre 2008 prolunga il suo contratto fino al 2013. L'8 febbraio 2009 segna il suo primo gol con la maglia del Palermo nella vittoriosa partita contro il Napoli (2-1), squadra della sua città. Il 22 marzo, in ChievoVerona-Palermo (1-0), festeggia la sua 100ª presenza in Serie A. Termina la stagione con 3 reti in 31 presenze, alcune delle quali (quelle finali) sono servite a "tappare" le defezioni al centro della difesa.
Nella stagione 2009-2010, saltata la prima parte (fino alla 4ª giornata di campionato) a causa di un infortunio, viene impiegato praticamente solo nel ruolo di difensore dall'allenatore Walter Zenga per poi tornare al suo ruolo originale di centrocampista con Delio Rossi subentrato nel frattempo al mister milanese, e segna la sua prima rete il 22 novembre 2009 nel derby casalingo contro il Catania (1-1) al 4', sbloccando la partita con un gol di testa su punizione calciata da Fabrizio Miccoli dalla trequarti campo. Tatticamente è stato utilizzato da Rossi anche in fase di copertura della fascia destra nelle occasioni in cui il terzino Mattia Cassani si è spinto in avanti. Per questa stagione, in cui totalizza 30 presenze in campionato e 2 in Coppa Italia, è uno dei giocatori più importanti della squadra. Salta l'ultima giornata di campionato contro l'Atalanta, sua ex squadra, a causa di una squalifica.

##### 2010-2012
Nella prima giornata del campionato 2010-2011, nel pareggio a reti bianche contro il Cagliari, ottiene la 100ª presenza con la maglia del Palermo; le apparizioni sono così suddivise: 93 in campionato, 3 in Coppa Italia e 4 nelle coppe europee. Il 16 settembre 2010, nella prima partita della fase a gironi di Europa League persa per 3-2 in trasferta contro lo Sparta Praga, indossa la fascia di capitano per la prima volta da quando veste la maglia del Palermo, vista la contemporanea assenza di Fabrizio Miccoli e Mattia Cassani; in questa partita esce per infortunio al 78'. Nella seconda partita contro gli svizzeri del Losanna disputata il 30 settembre e vinta per 1-0 è suo il gol vittoria, il primo nelle competizioni europee. A inizio ottobre ha rinnovato di un anno il contratto che sarebbe scaduto nel 2013, così da legarsi alla squadra rosanero fino al 2014 con un ingaggio di 800.000 euro annui. Dopo l'arrivo di Serse Cosmi sulla panchina rosanero al posto di Delio Rossi, per il finale di stagione gli viene affidato il ruolo di difensore della difesa a tre uomini nel modulo tattico 3-5-2. Chiude la stagione con 46 presenze e 4 reti; in particolare, una di queste è stata segnata nella semifinale di ritorno di Coppa Italia contro il Milan (competizione poi persa in finale per 3-1 contro l'Inter), con un colpo di testa su azione di calcio d'angolo che ha permesso alla sua squadra di portarsi in vantaggio (la sua è la rete dell'1-0) nella partita poi finita 2-1; in questa competizione ha giocato tutte le 5 partite che hanno visto coinvolti i rosanero.
Nella stagione 2011-2012, dopo la partenza di Mattia Cassani a stagione iniziata, diventa il vice capitano della squadra dietro Fabrizio Miccoli. Fin dalla prima partita da allenatore di Devis Mangia è stato utilizzato esclusivamente come difensore centrale, formando coppia con Matías Silvestre; gioca per la prima volta come centrocampista dal 54' di Roma-Palermo (1-0), dopo l'ingresso in campo di Mauro Cetto. Con l'avvicendamento in panchina fra Mangia e Bortolo Mutti torna stabilmente sulla mediana del campo, collezionando in tutto 33 presenze stagionali (30 in campionato, una in Coppa Italia e 2 in Europa League). Dopo aver giocato la prima giornata del campionato 2012-2013, lascia il Palermo dopo 177 presenze complessive fra campionato e coppe ottenute nell'arco di cinque stagioni. In Serie A le presenze sono 158, che lo rendono il secondo calciatore più presente in massima serie con la maglia rosanero della storia.

#### Fiorentina
Il 31 agosto 2012, ultimo giorno di calciomercato, passa alla Fiorentina in prestito oneroso per un milione di euro con diritto di riscatto fissato a 2 milioni. Lo stesso giorno è stata pubblicata sul sito ufficiale del Palermo una lettera di saluto e ringraziamento ai tifosi rosanero. Esordisce in maglia viola il 16 settembre in Fiorentina-Catania (2-0) della terza giornata; il 27 gennaio 2013 segna invece il suo primo gol in maglia viola, nella gara di campionato Catania-Fiorentina (2-1). Chiude l'annata con 24 presenze in campionato e 3 in Coppa Italia, venendo utilizzato soprattutto come riserva (9 sono le gare disputate da titolare).
A fine stagione non viene riscattato e fa ritorno al Palermo, che non lo convoca per il ritiro estivo in vista della stagione 2013-2014.

#### Ritorno all'Atalanta
L'11 luglio 2013 passa a titolo definitivo all'Atalanta, facendo così ritorno dopo sei anni nella società orobica ancora sotto la guida tecnica di Stefano Colantuono, che anche in quest'occasione lo ha voluto in rosa.
Il 31 luglio 2013 il procuratore federale Palazzi lo deferisce per esser salito a bordo di un carro armato che schiacciava due auto, una con i colori sociali della Roma ed una con i colori sociali del Brescia, il 14 luglio durante la festa della Dea organizzata dalla tifoseria bergamasca; deferita anche l'Atalanta per responsabilità oggettiva.
Torna a vestire la maglia dell'Atalanta il 18 agosto 2013 in occasione della partita del terzo turno di Coppa Italia vinta per 3-0 sul Bari, primo incontro stagionale, giocando titolare. Dopo aver subito un infortunio in allenamento che l'ha costretto a saltare le prime gare della stagione, torna in campo il 22 settembre in Atalanta-Fiorentina (0-2) della quarta giornata di campionato, nella quale gioca da titolare venendo sostituito a partita in corso da Franco Brienza. Il 12 aprile 2014 segna con un colpo di testa il suo primo gol stagionale in Roma-Atalanta (3-1).
Segna il suo unico gol della stagione 2014-2015 sul campo della Juventus, il 20 febbraio 2015. Viene riconfermato anche per la stagione 2015-2016, nella quale gioca 18 partite in campionato ed una partita in Coppa Italia. Rimane in rosa anche nella stagione seguente, nella quale non viene quasi mai impiegato dal nuovo tecnico Gasperini (2 partite in campionato ed una in Coppa Italia); il 1º aprile 2017 annuncia il suo ritiro dal calcio, annunciando contestualmente che a partire dalla stagione seguente inizierà a lavorare per l'Atalanta come dirigente. Gioca la sua ultima partita con l'Atalanta (ed anche in carriera) subentrando negli ultimi minuti della sfida vinta per 1-0 dai bergamaschi contro il Chievo il 27 maggio 2017.
Con la squadra orobica ha giocato in totale 152 partite (107 delle quali in Serie A, più 31 in Serie B e 14 in Coppa Italia) e segnato 6 reti.

### Nazionale
Tra il 2000 e il 2002, ai tempi di Bari e Giugliano, viene convocato 11 volte dalla Nazionale Under-20 scendendo in campo in 4 partite.

### Dirigente
Il 3 dicembre 2018 supera l'esame finale da direttore sportivo a Coverciano.
Il 1º giugno 2021 viene nominato Responsabile sviluppo risorse tecniche dell'Atalanta con l’obiettivo di seguire e valorizzare i prodotti del vivaio nerazzurro in Serie C. Dopo una sola stagione si trasferisce alla Salernitana come responsabile dell'area tecnica del club campano, in supporto al direttore sportivo Morgan De Sanctis. Lascia i granata il 22 dicembre 2023 in seguito alla separazione tra De Sanctis e il club campano. Nell’estate del 2024 segue De Sanctis al Palermo, tornando a far parte del club rosanero dopo 12 anni. Il 3 gennaio 2025 viene sollevato dall'incarico insieme a De Sanctis.

## Statistiche

### Presenze e reti nei club
Statistiche aggiornate al 27 maggio 2017.
| Stagione         | Squadra          | Campionato       | Campionato | Campionato | Coppe nazionali | Coppe nazionali | Coppe nazionali | Coppe continentali | Coppe continentali | Coppe continentali | Altre coppe | Altre coppe | Altre coppe | Totale | Totale |
| Stagione         | Squadra          | Comp             | Pres       | Reti       | Comp            | Pres            | Reti            | Comp               | Pres               | Reti               | Comp        | Pres        | Reti        | Pres   | Reti   |
| ---------------- | ---------------- | ---------------- | ---------- | ---------- | --------------- | --------------- | --------------- | ------------------ | ------------------ | ------------------ | ----------- | ----------- | ----------- | ------ | ------ |
| 1998-1999        | Savoia           | C1               | 8          | 0          | CI-C            | 1               | 0               | -                  | -                  | -                  | -           | -           | -           | 9      | 0      |
| giu.-set. 1999   | Savoia           | B                | 1          | 0          | CI              | 0               | 0               | -                  | -                  | -                  | -           | -           | -           | 1      | 0      |
| set. 1999-2000   | Puteolana        | CND              | 29         | 6          | CI-D            | 1               | 0               | -                  | -                  | -                  | -           | -           | -           | 30     | 6      |
| giu.-set. 2000   | Savoia           | C1               | 1          | 0          | CI              | 0               | 0               | -                  | -                  | -                  | -           | -           | -           | 1      | 0      |
| Totale Savoia    | Totale Savoia    | Totale Savoia    | 10         | 0          |                 | 1               | 0               |                    | -                  | -                  |             |             |             | 11     | 0      |
| set. 2000-2001   | Bari             | A                | 0          | 0          | CI              | -               | -               | -                  | -                  | -                  | -           | -           | -           | 0      | 0      |
| 2001-2002        | Giugliano        | C2               | 31         | 0          | CI-C            | 3               | 1               | -                  | -                  | -                  | -           | -           | -           | 34     | 1      |
| 2002-2003        | Giugliano        | C2               | 31         | 1          | CI-C            | 2               | 0               | -                  | -                  | -                  | -           | -           | -           | 33     | 1      |
| Totale Giugliano | Totale Giugliano | Totale Giugliano | 62         | 1          |                 | 5               | 1               |                    | -                  | -                  |             |             |             | 67     | 2      |
| 2003-2004        | Ternana          | B                | 20         | 0          | CI              | 0               | 0               | -                  | -                  | -                  | -           | -           | -           | 20     | 0      |
| 2004-gen. 2005   | Ternana          | B                | 16         | 0          | CI              | 3               | 0               | -                  | -                  | -                  | -           | -           | -           | 19     | 0      |
| Totale Ternana   | Totale Ternana   | Totale Ternana   | 36         | 0          |                 | 3               | 0               |                    | -                  | -                  |             |             |             | 39     | 0      |
| gen.-giu. 2005   | Atalanta         | A                | 14         | 0          | CI              | 1               | 0               |                    | -                  | -                  | -           | -           | -           | 15     | 0      |
| 2005-2006        | Atalanta         | B                | 31         | 2          | CI              | 4               | 0               | -                  | -                  | -                  | -           | -           | -           | 35     | 2      |
| 2006-2007        | Atalanta         | A                | 33         | 2          | CI              | 3               | 0               | -                  | -                  | -                  | -           | -           | -           | 36     | 2      |
| 2007-2008        | Palermo          | A                | 31         | 0          | CI              | 1               | 0               | CU                 | 2                  | 0                  | -           | -           | -           | 34     | 0      |
| 2008-2009        | Palermo          | A                | 31         | 3          | CI              | 0               | 0               | -                  | -                  | -                  | -           | -           | -           | 31     | 3      |
| 2009-2010        | Palermo          | A                | 30         | 1          | CI              | 2               | 0               | -                  | -                  | -                  | -           | -           | -           | 32     | 1      |
| 2010-2011        | Palermo          | A                | 35         | 2          | CI              | 5               | 1               | UEL                | 6                  | 1                  | -           | -           | -           | 46     | 4      |
| 2011-2012        | Palermo          | A                | 30         | 2          | CI              | 1               | 0               | UEL                | 2                  | 0                  | -           | -           | -           | 33     | 2      |
| ago. 2012        | Palermo          | A                | 1          | 0          | CI              | 0               | 0               | -                  | -                  | -                  | -           | -           | -           | 1      | 0      |
| Totale Palermo   | Totale Palermo   | Totale Palermo   | 158        | 8          |                 | 9               | 1               |                    | 10                 | 1                  |             |             |             | 177    | 10     |
| ago. 2012-2013   | Fiorentina       | A                | 24         | 1          | CI              | 3               | 0               | -                  | -                  | -                  | -           | -           | -           | 27     | 1      |
| 2013-2014        | Atalanta         | A                | 19         | 1          | CI              | 2               | 0               | -                  | -                  | -                  | -           | -           | -           | 21     | 1      |
| 2014-2015        | Atalanta         | A                | 20         | 1          | CI              | 2               | 0               | -                  | -                  | -                  | -           | -           | -           | 22     | 1      |
| 2015-2016        | Atalanta         | A                | 18         | 0          | CI              | 1               | 0               | -                  | -                  | -                  | -           | -           | -           | 19     | 0      |
| 2016-2017        | Atalanta         | A                | 3          | 0          | CI              | 1               | 0               | -                  | -                  | -                  | -           | -           | -           | 4      | 0      |
| Totale Atalanta  | Totale Atalanta  | Totale Atalanta  | 138        | 6          |                 | 14              | 0               |                    | -                  | -                  |             |             |             | 152    | 6      |
| Totale carriera  | Totale carriera  | Totale carriera  | 456        | 22         |                 | 35              | 2               |                    | 10                 | 1                  |             |             |             | 501    | 25     |

## Palmarès

### Club
- Serie C1: 1

Savoia: 1998-1999
- Serie D: 1

Puteolana: 1999-2000
- Serie B: 1

Atalanta: 2005-2006